# Honorato II de Saboya

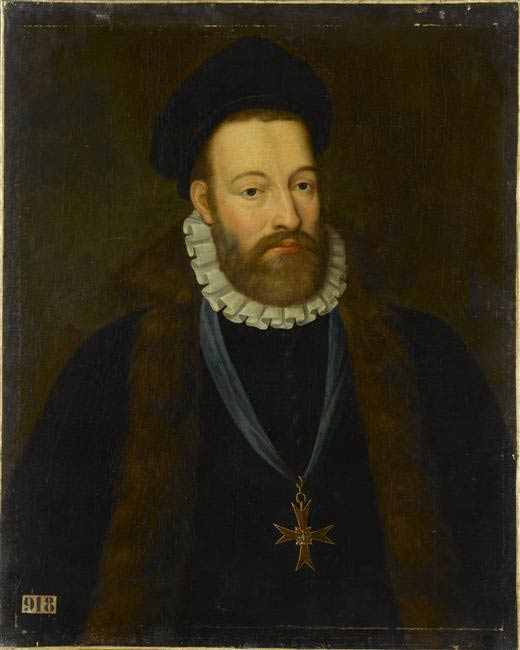
Honorato II de Saboya, marqués de Villars, almirante de Francia en 1569, museo histórico de Versalles en 1834.

Escudo de Honorato II, como marqués.

Honorato de Saboya, marquéz de Villars (4 de junio de 1511 - Le Grand-Pressigny, 20 de septiembre de 1580) fue un mariscal de Francia y Almirante de Francia.

## Vida
Era hijo de René de Saboya y Ana de Láscaris. Educado en la corte de Francia, acompañó a Enrique II de Francia en 1552 su viaje a Lorena, y en 1553 ayudó a la ciudad de Hesdin, de su sitio por parte del príncipe de Piamonte, en el contexto de las guerras de Italia. Fue herido en Batalla de San Quintín el 10 de agosto de 1557, aunque esto no le impidió aliviar Corbie de su sitio por los españoles.
Acompañó Carlos IX de Francia en su Gran Tour de Francia y en 1567 asistió a la Assemblée des Grands de France celebrada en Moulins. Él luchó fervorosamente contra la hugonotes, luchando en Saint-Denis y la Batalla de Moncontour.

### Matrimonio e hija
En 1540 se casó con Juana Francisca de Foix, vizcondesa de Castillon († 1542), con la que sólo tuvo una hija, Enriqueta de Saboya-Villars († 1611). En 1565, su feudo de Villars fue promovido a un marquesado dependiente de la Casa de Saboya.
En 1570, él sucedió a Blaise de Montluc como teniente de Guyenne, donde se reprimió a los hugonotes en 1573. El rey lo recompensó haciéndolo mariscal de Francia en 1571 y Almirante de Francia, y de los mares de Levante en 1572, tras la muerte de Gaspar II de Coligny. El renunció a su cargo de almirante en favor del hijo de Carlos de Lorena, duque de Mayenne. 
Fue nombrado caballero de la Orden del Espíritu Santo el día 1 de enero de 1579, y falleció el día 20 de septiembre de 1580.